# Olympische Sommerspiele 2020/Teilnehmer (Madagaskar)
| Gelbes Symbol für Goldmedaillen mit stilisierten Olympischen Ringen | Graues Symbol für Silbermedaillen mit stilisierten Olympischen Ringen | Braundes Symbol für Bronzemedaillen mit stilisierten Olympischen Ringen |
| ------------------------------------------------------------------- | --------------------------------------------------------------------- | ----------------------------------------------------------------------- |
| —                                                                   | —                                                                     | —                                                                       |

Madagaskar nahm an den Olympischen Spielen 2020 in Tokio mit sechs Sportlern in vier Sportarten teil. Es war die insgesamt 13. Teilnahme an Olympischen Sommerspielen.

## Teilnehmer nach Sportarten

### Gewichtheben
| Athleten                     | Wettbewerb              | Reißen  | Reißen | Stoßen  | Stoßen | Zweikampf | Zweikampf | Rang |
| Athleten                     | Wettbewerb              | Gewicht | Rang   | Gewicht | Rang   | Gewicht   | Rang      | Rang |
| ---------------------------- | ----------------------- | ------- | ------ | ------- | ------ | --------- | --------- | ---- |
| Männer                       |                         |         |        |         |        |           |           |      |
| Éric Andriantsitohaina       | Bantamgewicht bis 61 kg | 114 kg  | 13     | 150 kg  | 9      | 264 kg    | 11        | 11   |
| Tojonirina Andriantsitohaina | Federgewicht bis 67 kg  | 130 kg  | 13     | 155 kg  | 11     | 285 kg    | 11        | 11   |

### Judo
| Athleten               | Wettbewerb | 1. Runde       | 1. Runde | 2. Runde      | 2. Runde      | Achtelfinale  | Achtelfinale  | Viertelfinale | Viertelfinale | Halbfinale / Trostrunde | Halbfinale / Trostrunde | Finale / Platz 3 | Finale / Platz 3 | Rang |
| Athleten               | Wettbewerb | Gegner         | Ergebnis | Gegner        | Ergebnis      | Gegner        | Ergebnis      | Gegner        | Ergebnis      | Gegner                  | Ergebnis                | Gegner           | Ergebnis         | Rang |
| ---------------------- | ---------- | -------------- | -------- | ------------- | ------------- | ------------- | ------------- | ------------- | ------------- | ----------------------- | ----------------------- | ---------------- | ---------------- | ---- |
| Frauen                 |            |                |          |               |               |               |               |               |               |                         |                         |                  |                  |      |
| Damiella Nomenjanahary | bis 63 kg  | M. Centracchio | 0:10     | ausgeschieden | ausgeschieden | ausgeschieden | ausgeschieden | ausgeschieden | ausgeschieden | ausgeschieden           | ausgeschieden           | ausgeschieden    | ausgeschieden    | 17   |

### Leichtathletik
Laufen und Gehen 
| Athleten           | Wettbewerb | Runde 1 | Runde 1 | Halbfinale    | Halbfinale    | Finale        | Finale        | Rang          |
| Athleten           | Wettbewerb | Zeit    | Rang    | Zeit          | Rang          | Zeit          | Rang          | Rang          |
| ------------------ | ---------- | ------- | ------- | ------------- | ------------- | ------------- | ------------- | ------------- |
| Männer             |            |         |         |               |               |               |               |               |
| Todisoa Rabearison | 400 m      | 48,40 s | 8       | ausgeschieden | ausgeschieden | ausgeschieden | ausgeschieden | ausgeschieden |

### Schwimmen
| Athleten                | Wettbewerb     | Vorlauf     | Vorlauf | Halbfinale    | Halbfinale    | Finale        | Finale        | Rang |
| Athleten                | Wettbewerb     | Zeit        | Rang    | Zeit          | Rang          | Zeit          | Rang          | Rang |
| ----------------------- | -------------- | ----------- | ------- | ------------- | ------------- | ------------- | ------------- | ---- |
| Frauen                  |                |             |         |               |               |               |               |      |
| Tiana Rabarijaona       | 400 m Freistil | 4:28,41 min | 23      | —             | —             | ausgeschieden | ausgeschieden | 23   |
| Männer                  |                |             |         |               |               |               |               |      |
| Heriniavo Rasolonjatovo | 100 m Rücken   | 59,81s      | 40      | ausgeschieden | ausgeschieden | ausgeschieden | ausgeschieden | 40   |